# Apolemia vitiazi
Apolemia vitiazi is een hydroïdpoliep uit de familie Apolemiidae. De poliep komt uit het geslacht Apolemia. Apolemia vitiazi werd in 1967 voor het eerst wetenschappelijk beschreven door Stepanjants.